# Tajbeg-Palast

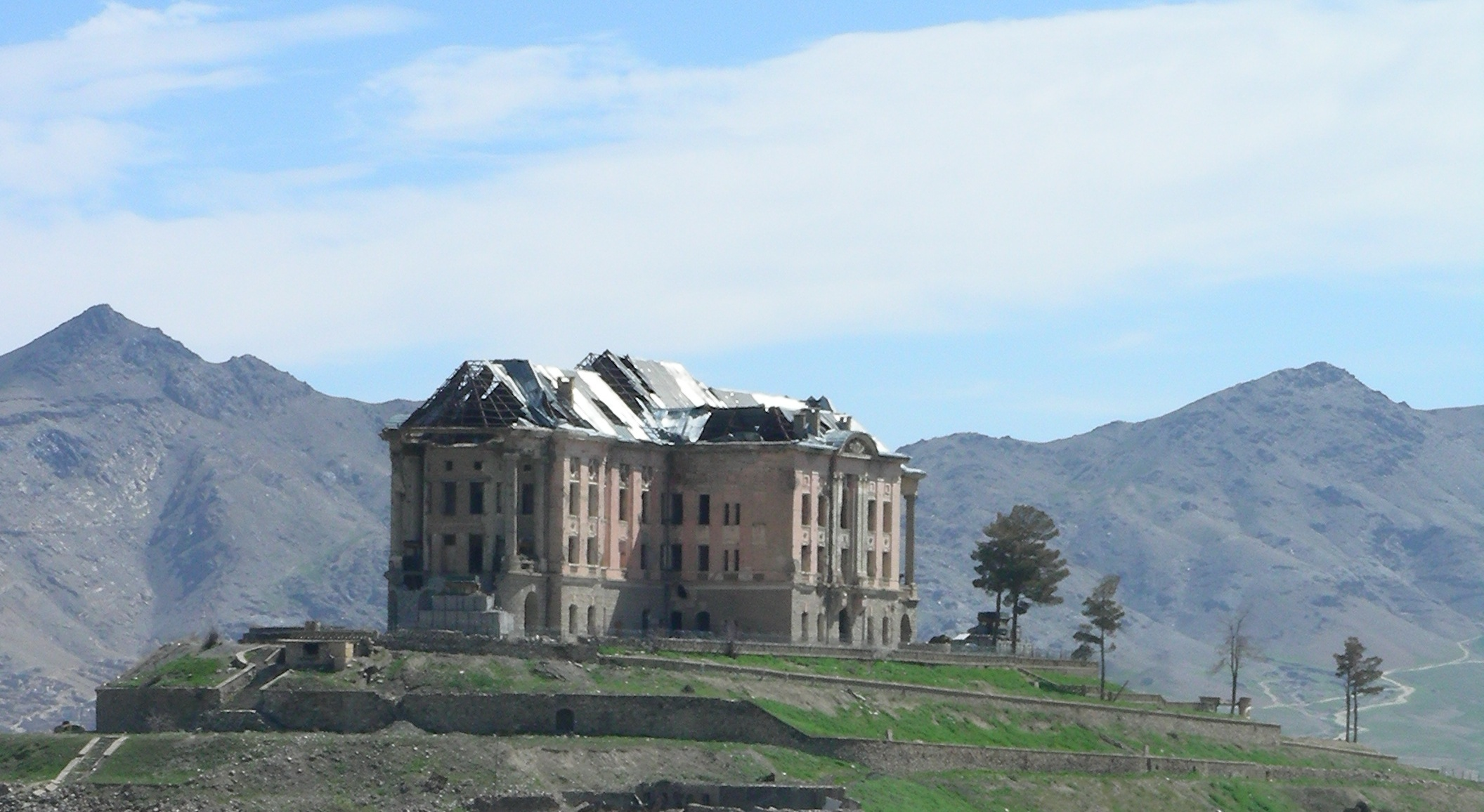
Ruine des Tajbeg-Palastes (2007)

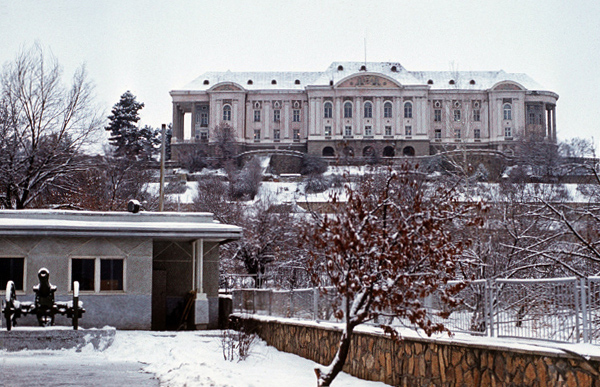
Tajbeg-Palast während der sowjetischen Besatzungszeit (1987)

Der Tajbeg-Palast oder Tapa-e-Tadschbeg-Palast ist ein Palast 10 km südlich von Kabul, der Hauptstadt Afghanistans.
Er liegt nur wenige Meter vom Darul-Aman-Palast und war der Palast der Königin Afghanistans. 

## Geschichte
Der Palast wurde, wie der Darul-Aman-Palast, in den 1920er Jahren im Zuge der Reformen des Königs Amanullah Khan erbaut. Im Zuge seiner Reform widmete sich König Amanullah auch der Stadtentwicklung Kabuls. Er ließ 11 km vom alten Stadtkern entfernt den neuen Stadtteil Darulaman errichten, mit dem gleichnamigen Palast im Zentrum. Der Tajbeg-Palast wurde nur 800 m davon entfernt errichtet.
Der im Stil eines europäischen Herrenhauses errichtete Palast stand an der Stelle, wo die königliche Familie zu jagen und zu picknicken pflegte.
Später wurde der Palast bis zur Invasion der Sowjetunion von Hafizullah Amin als Präsidentenpalast genutzt. Am 27. Dezember 1979, dem Tag der Invasion, stürmten im Rahmen der Operation Storm-333 etwa 700 sowjetische Fallschirmjäger sowie Angehörige von SpezNas- und KGB-Einheiten der Gruppen ALFA und ZENITH den Palast und töteten Amin.
Während des folgenden Sowjetisch-afghanischen Krieges war der Palast Hauptquartier der 40. Sowjetischen Armee. Nach dem Abzug der Sowjetunion wurde der Palast in den 1990er Jahren durch Artilleriebeschuss der Mudschaheddin zur Ruine. 2019 wurde der Palast nach dreijähriger Bauzeit wiedereröffnet.